# Andrij Pokladok
Andrij Jaroslavovyč Pokladok (in ucraino Андрій Ярославович Покладок?; 27 giugno 1971) è un ex calciatore ucraino, di ruolo attaccante.